# Quatuor avec piano no 1 de Mendelssohn

Le Quatuor avec piano no 1 en do mineur, opus 1 (MWV Q 11), pour piano, violon, alto et violoncelle de Felix Mendelssohn fut achevé le 18 octobre 1822 et dédicacé au prince Antoni Radziwiłł. Les trois premiers quatuors avec piano de Mendelssohn furent ses premières œuvres publiées, d′où leurs numéros d′opus.
L’œuvre comporte quatre mouvements :
1. Allegro vivace
2. Adagio
3. Scherzo : Presto
4. Allegro moderato

L'exécution demande habituellement moins d'une demi-heure.